# Mac Cairthinn mac Coelboth
Mac Cairthinn mac Coelboth (mort vers 446 ou vers 530 ?) est un roi de Leinster issu de 
Uí Eneschglaiss

## Contexte
Mac Cairthinn est l'un des tout premiers rois irlandais identifiables. Bien qu'il ne soit pas inclus dans les généalogies royales irlandaises, les Annales de Inisfallen relèvent sa mort lors de la bataille de  Mag Femen dans le royaume de Brega vers 446. Cette  unique référence  par ailleurs invérifiable est corroborée par une inscription en Ogham sur une pierre près de  Slane dans le proche Comté de Louth. Elle se lit  « MAQI CAIRATINI AVI INEQUAGLASI, » que l'on peut traduire par  de Mac Mac Cairthinn  petit-fils [ou peut-être descendant]  d'Enechglass. Ce qui fait de lui un contemporain de Niall Noigiallach. 
Les chroniques d'Irlande, qui notent la  bataille de Mag Femen, précisent de  Mac Cairthinn, "certains disent qu'il était des
Cruithnes". Cette assertion repose sur la fausse présomption que  son père était l’ancêtre éponyme du sept des Uí Chóelbad du Dál nAraidi. D'autres sources postérieurs tentent de rattacher Mac Cairthinn avec les Uí Néill, faisant de son père Cóelbad un fils de Niall.

## Premier élément historique sur le Leinster
Selon Dáibhí Ó Cróinín ce qui précède démontre « jusqu'où vont les revendications territoriales sur le nord de Leinster » et que la guerre entre le Laigin et la puissance émergente des Uí Néill a eu lieu au nord de Brega et dans les plaines des actuels comté de Meath et comté de Westmeath, tous les territoires qui seront perdus face au Uí Néill au siècle suivant.

## Mort au combat (i.e. Cath) Mag Femen
La date de la bataille de Mag Femen est relevée en 446 dans les Annales d'Ulster et en 447 dans les Annales de Inisfallen.
Toutefois, Devane avance l'hypothèse que cette date se trouve déplacée, du fait que la « source originale des entrées a été reprise de manière erronée d'un, si ce n'est pas de deux cycles irlandais de 84 ans, par lesquels les églises bretonnes et irlandaise reconnaissaient la date de Pâques jusqu'au VIe siècle. Une divergence d'un cycle calendaire ferait reculer la date de la bataille de Femen en 530, ce qui donnerait du poids à l'argument voulant que ce soit le fils ou les fils de Coirpre et non Coirpré lui-même qui ait vaincu le Uí Eneschglaiss à la bataille de Femen ».

## Sources
- (en) Byrne, Francis John, Irish Kings and High-Kings Batsford, London, 1973.  (ISBN 0-7134-5882-8)
- (en) Charles-Edwards, T.M., Early Christian Ireland, pp. 453–458.  (ISBN 0-521-36395-0)
- (en) Dáibhí Ó Cróinín  A New History of Ireland Ireland, 400-800, pp. 188,  , Vol.I,  (ISBN 0-19-821737-4) (edited Ó Cróinín).
- (en) Carbury, Co. Kildare - topographical and onomastic hypotheses, Caitriona Devane, in Above and beyond:Essays in memory of Leo Swan, pp. 187–122, edité by Tom Condit and Christiaan Corlett, Wordwell, 2005.  (ISBN 1-869857-86-0).